# Irina Gorbatcheva
Irina Anatolievna Gorbatcheva (en russe : Ирина Анатольевна Горбачёва), née le 10 avril 1988 à Jdanov, est une actrice russe.

## Biographie et carrière
Irina Gorbatcheva naît le 10 avril 1988, dans l'ancienne ville de Jdanov (actuelle Marioupol), en RSS d'Ukraine.
Durant son enfance elle suit des cours de chant et de danse.
De 2006 à 2010, elle étudie à l'Institut d'art dramatique Boris-Chtchoukine, élève de l'ancien acteur et pédagogue Rodion Iouriévitch Ovtchinnikov. Tout en poursuivant ses études, elle fait ses premiers pas sur les planches, au Théâtre Vakhtangov. Après l'obtention de son diplôme, elle est stagiaire dans la troupe du théâtre de l'Atelier Piotr Fomenko, puis est invitée au Théâtre-studio d'Oleg Tabakov, où elle joue dans la pièce Les Fantaisies de Fariatiev (en russe : Фантазии Фарятьева).
En 2008, elle tourne son premier film, tenant un petit rôle dans l'un des premiers films du réalisateur Roman Prygounov : Indigo (en russe : Индиго), sur le thème des enfants indigo.
En 2010, elle gagne le prix du meilleur rôle féminin à la première édition du Festival du film de Transbaïkalie, pour son interprétation dans le film de Vera Storojeva : La Compensation (en russe : Компенсация), dans lequel elle donne la réplique à l'acteur Gocha Koutsenko.
Elle participe à un documentaire sur le théâtre de Piotr Fomenko, tourné pour la chaîne de télévision Russie-Culture.
En avril 2016, elle est nommée pour le prestigieux prix russe du «Masque d'or», dans la catégorie Meilleur rôle féminin, pour la pièce Le Songe d'une nuit d'été.
Elle reçoit le titre de « Femme de l'année 2016 » par l'édition russe du magazine GQ.
Le 5 décembre 2016, Irina Gorbatcheva reçoit le prix « Star du Théâtre », dans la catégorie Meilleur second rôle féminin, pour son interprétation du personnage d'Elena dans la pièce Le Songe d'une nuit d'été, mis en scène par Ivan Popovski au théâtre de l'Atelier Piotr Fomenko. 
Irina est aussi célèbre en tant que blogueuse, et pour ses courtes vidéos publiées sur son compte Instagram. Ses sketches et improvisations sont suivis par 1,7 million d'abonnés,,.
Elle est à l'origine du projet intitulé « Je danse à Moscou », projet qui vise à aider les gens à devenir plus ouverts, actifs, confiants, en les incitant à danser dans les rues et les parcs de la ville.

« L'essentiel pour moi dans ce projet, c'est probablement de se déconnecter de ce cerveau en perpétuelle activité, cette boîte, avec sa représentation de nous, à laquelle nous ne correspondons pas au fond, et à laquelle, du plus profond de notre âme, nous ne voulons pas correspondre. Presque tout le monde veut danser où il veut, et faire naître un sourire en retour… Combien rarement commençons-nous à nous tenir dans les bras les uns des autres, à se serrer la main fermement, à se saluer de loin, ou à jouer aux imbéciles, tout simplement… La finalité du projet n'est pas tant la danse en soi, mais une thérapie par la danse,. »

### Vie privée
Le père d'Irina est Anatoli Igoriévitch Gorbatchev.
Elle épouse l'acteur Grigori Kalinine en mars 2015, ils divorcent à l'été 2018.

## Rôles au théâtre

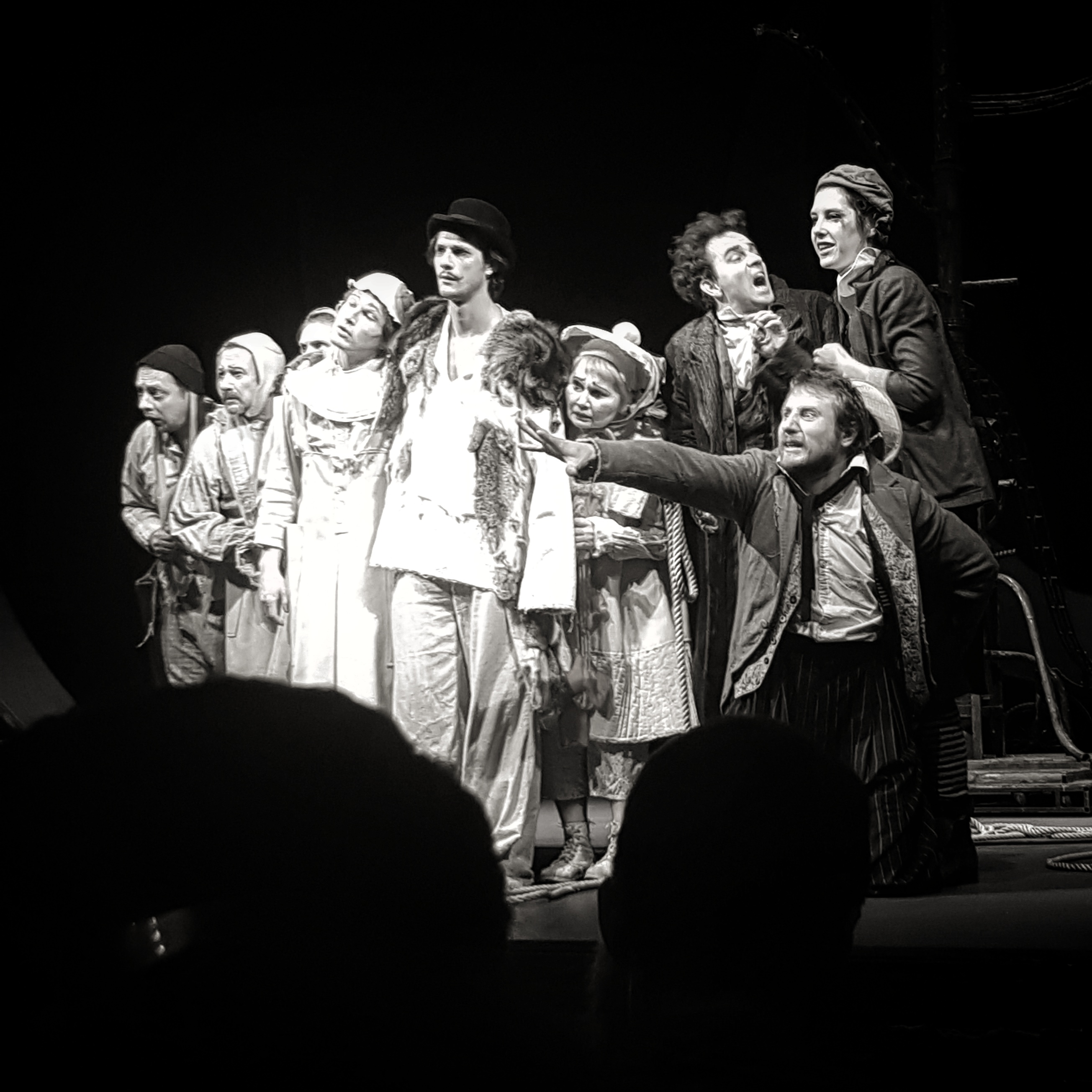
Irina Gorbatcheva (à droite) interprète Diamante dans « Les Géants de la montagne » de Luigi Pirandello, Atelier Piotr Fomenko, 2017

### Institut d'art dramatique Boris-Chtchoukine
- À propos d'amour et d'amitié, mise en scène de Rodion Ovtchinnikov
- Grand-peur et misère du IIIe Reich, de Bertolt Brecht
- Un Homme est allé chez une femme, de Sémione Zlotnikov
- Les Employés
- La Veuve à vapeur
- Jeanne d'Arc

### Théâtre Vakhtangov
- Mam'zelle Nitouche, comédie-vaudeville de Henri Meilhac et Albert Millaud

### Théâtre ARTO
- Macbeth, de William Shakespeare

### Atelier Piotr Fomenko
- Les Géants de la montagne, de Luigi Pirandello
- Marins et salopes, mise en scène par le chorégraphe Oleg Glouchkov
- Les Derniers au revoir, composition de textes d'Ivan Bounine
- Le Songe d'une nuit d'été, de William Shakespeare, mise en scène d'Ivan Popovski
- Mémoires d'un défunt (Roman théâtral), de Mikhaïl Boulgakov, mise en scène de Kirill Pirogov
- La Fille sans dot, d'Alexandre Ostrovski, mise en scène de Piotr Fomenko
- Ryji, mise en musique des poèmes et prose de Boris Ryji, metteur en scène Iouri Boutorine
- La Folle de Chaillot, de Jean Giraudoux, mise en scène de Piotr Fomenko
- Mère Courage et ses enfants, de Bertolt Brecht, metteur en scène Kirill Vytoptov

## Filmographie
- 2008 — Indigo (en russe : Индиго)
- 2010 — La Compensation (en russe : Компенсация)
- 2012 — Familles à vendre (en russe : Бедные родственники)
- 2017 — Arythmie (en russe : Аритмия)
- 2018 — Je maigris (en russe : Я худею)
- 2018 — L'Entraîneur (en russe : Тренер)
- 2018 — Histoire d'une nomination (en russe : История одного назначения)
- 2020 — Fire (Огонь) d'Alexeï Noujny : Zola
- 2021 — Para iz buduchtchego (Пара из будущего)

## Participation à des projets musicaux et télévisuels
- En février 2016, Irina participe au clip du chanteur pop ukrainien, Ivan Dorn : « Tu es toujours trop » (en russe : Ты всегда в плюсе)[12].
- Toujours en 2016, elle tourne dans le clip « La mouche » (en russe : Муха), du groupe Zvéri.
- En décembre 2016, elle tourne dans le clip « Danse avec moi » (en russe : Танцуй со мной), de la chanteuse Polina Gagarina. Elle y interprète une professeur de danse, amenée à aussi guérir les problèmes psychologiques de ses élèves[13].
- Elle est régulièrement invitée de l'émission « Ourgant, la nocturne » (en russe : Вечерний Ургант), animée par Ivan Ourgant, sur la Première Chaîne.
- Elle collabore avec la société de cosmétique suédoise Oriflame pour laquelle elle a joué dans la publicité Anticasting.

## Prix et nominations
- 2010 — Prix de la meilleure actrice au Festival du film de Transbaïkalie pour son rôle dans La Compensation, de Vera Storojeva.
- 2016 — Nommée pour le Masque d'or du meilleur rôle féminin dans Le Songe d'une nuit d'été, au théâtre de l'Atelier Piotr Fomenko.
- 2016 — Masque d'or du meilleur spectacle pour Le Songe d'une nuit d'été, au théâtre de l'Atelier Piotr Fomenko.
- 2017 — Meilleur rôle féminin dans le film Arythmie, au Festival du film russe de l'Oural.
- 2018 — Meilleure actrice au cinéma[14] dans le film Arythmie, à la 16e cérémonie des Aigles d'or.
- 2018 — Nika de la meilleure actrice dans le film Arythmie, à la 31e cérémonie des Nika.
- 2022 — Meilleure actrice dans un second rôle dans le film Fire (Ogon), à la 20e cérémonie des Aigles d'or.